# Кэш (денежная единица)
Кэш, кеш (англ. cash) — английское название ряда азиатских денежных единиц: китайского цяня, индийского карша и других.

## Китай
Китайские круглые монеты с отверстием «цянь» появились как подражание медным кольцам, игравшим роль товаро-денег. Вес и размер монет различных китайских государств и династий отличались. На древнейших монетах часто указывался только вес, реже — место отливки. Постепенно круглые монеты с отверстием вытеснили из обращения все остальные.
Установление единого централизованного государства в период династии Тан способствовало укреплению экономики и установлению прочной денежной единицы — монеты весом в один цянь. Как правило, цяни отливали из бронзы, иногда — из меди, латуни, железа. Монеты отливались на множестве монетных дворов, в некоторых провинциях их было по 2—3. Существует несколько тысяч разновидностей цяней.
После денежной реформы 1889 года, когда в качестве денежной единицы был установлен юань (доллар), равный серебряному мексиканскому песо, цянь продолжал использоваться в обращении, как разменная денежная единица, равная 1⁄1000 юаня или 1⁄10 фыня (цента). В начале XX века на некоторых монетных дворах цяни начали не только отливать, но и чеканить. Монеты, изготовленные методом чеканки, часто не имели отверстия, а номинал на них обозначался не только на китайском, но и на английском языке (cash). Чеканилось значительное число видов кратных номиналов (2, 5, 10, 20 цяней и др.), изготавливавшихся иногда и ранее методом литья. Изготовление монет в цянях прекращено в 1930-х годах, из обращения они изъяты в ходе денежной реформы 1948—1952 годов, унифицировавшей денежное обращение Китая.

## Вьетнам
Выпуск монет Дайковьета начат в период династии Динь (конец X в.). Образцом для первых вьетнамских монет «тхай бин хунг бао» (вьет. Thái Bình hưng bảo) послужили китайские цяни. Во Вьетнаме использовалось множество названий этих монет: «хунг бао», «фэн бао», «вин бао» и др.
Существует множество типов этих монет, выпускавшихся как государственными, так, периодически, и частными монетными дворами. Монеты изготавливались из различных металлов и сплавов: медь, бронза, цинк, свинец. Чеканка монет продолжалась и после введения единой валюты Французского Индокитая — индокитайского пиастра. Императоры находящегося под французским протекторатом Аннама выпускали монеты до 1945 года.
В литературе на русском языке принято название этих монет — «донг» (от вьет. đồng). В англоязычной литературе употребляется название «cash». В отличие от китайских цяней на вьетнамских донгах название денежной единицы никогда не обозначалось на английском языке. Вплоть до 1945 года надписи на монетах делались китайским письмом, название денежной единицы обозначалось иероглифом «文» (вьет. văn).

## Индия
Чеканившаяся различными индийскими государствами мелкая медная монета «карша» (от санскр. karscha, также «касу», «кас», «каш»), равная 1⁄80 фанама, на английском языке называлась «cash». Английское название указывалось на некоторых монетах, выпускавшихся в XIX веке Британской Ост-Индской компанией. В XX веке, до 1935 года, такие монеты чеканило только княжество Траванкор, на монетах в 4 и 8 карш номинал был указан на английском языке (cash).